# Phyllophila matutina
Phyllophila matutina là một loài bướm đêm trong họ Noctuidae.